# Giải quần vợt Pháp Mở rộng 2021 - Đôi nữ xe lăn
Diede de Groot và Aniek van Koot là đương kim vô địch và bảo vệ thành công danh hiệu, đánh bại Yui Kamiji và Jordanne Whiley trong trận chung kết, 6–3, 6–4.

## Hạt giống
1. Diede de Groot /  Aniek van Koot (Vô địch)
2. Yui Kamiji /  Jordanne Whiley (Chung kết)

## Kết quả

### Từ viết tắt
| - Q = Vòng loại - WC = Đặc cách - LL = Thua cuộc may mắn - Alt = Thay thế - SE = Miễn đặc biệt | - PR = Bảo toàn thứ hạng - w/o = Thắng nhờ đối thủ rút lui trước trận đấu - r = Bỏ cuộc giữa trận đấu - d = Bị xử thua - SR = Xếp hạng đặc biệt |

### Chung kết
|  | Bán kết | Bán kết                           | Bán kết | Bán kết                    | Bán kết |                               |   | Chung kết | Chung kết | Chung kết | Chung kết | Chung kết |  |
|  |         |                                   |         |                            |         |                               |   |           |           |           |           |           |  |
|  | 1       | Diede de Groot Aniek van Koot     | 6       | 6                          |         |                               |   |           |           |           |           |           |  |
|  | 1       | Diede de Groot Aniek van Koot     | 6       | 6                          |         |                               |   |           |           |           |           |           |  |
|  |         | Dana Mathewson Kgothatso Montjane | 4       | 3                          |         |                               |   |           |           |           |           |           |  |
|  |         | Dana Mathewson Kgothatso Montjane | 4       | 3                          | 1       | Diede de Groot Aniek van Koot | 6 | 6         |           |           |           |           |  |
|  |         |                                   |         |                            |         | Diede de Groot Aniek van Koot | 6 | 6         |           |           |           |           |  |
|  |         |                                   | 2       | Yui Kamiji Jordanne Whiley | 3       | 4                             |   |           |           |           |           |           |  |
|  |         | Angélica Bernal Emmanuelle Mörch  | 2       | Yui Kamiji Jordanne Whiley | 3       | 4                             | 0 | 3         |           |           |           |           |  |
|  |         |                                   |         |                            |         |                               |   | 3         |           |           |           |           |  |
|  | 2       | Yui Kamiji Jordanne Whiley        | 6       | 6                          |         |                               |   |           |           |           |           |           |  |